# Lâu đài Łańcut
Lâu đài Łańcut là một khu phức hợp các tòa nhà lịch sử nằm ở Łańcut, Ba Lan. Trong lịch sử là nơi cư trú của các gia đình Pilecki, Lubomirski và Potocki, khu phức hợp bao gồm một số tòa nhà và được bao quanh bởi một công viên.
Lâu đài là một trong những Di tích Lịch sử quốc gia chính thức của Ba Lan (Pomnik historii), được chỉ định vào ngày 1 tháng 9 năm 2005, và được theo dõi bởi Ủy ban Di sản Quốc gia Ba Lan.

## Chủ sở hữu
Vào nửa sau của thế kỷ XIV, vùng đất là tài sản của gia đình Toporchot, người đã xây dựng một lâu đài bằng gỗ trên đồi. Vào thế kỷ XVI, lâu đài thuộc về gia đình Stadnicki. Từ thế kỷ XVII, tài sản nằm trong tay của gia đình Lubomirski, và sau đó là gia đình Potocki cho đến năm 1944.

## Công viên và vườn

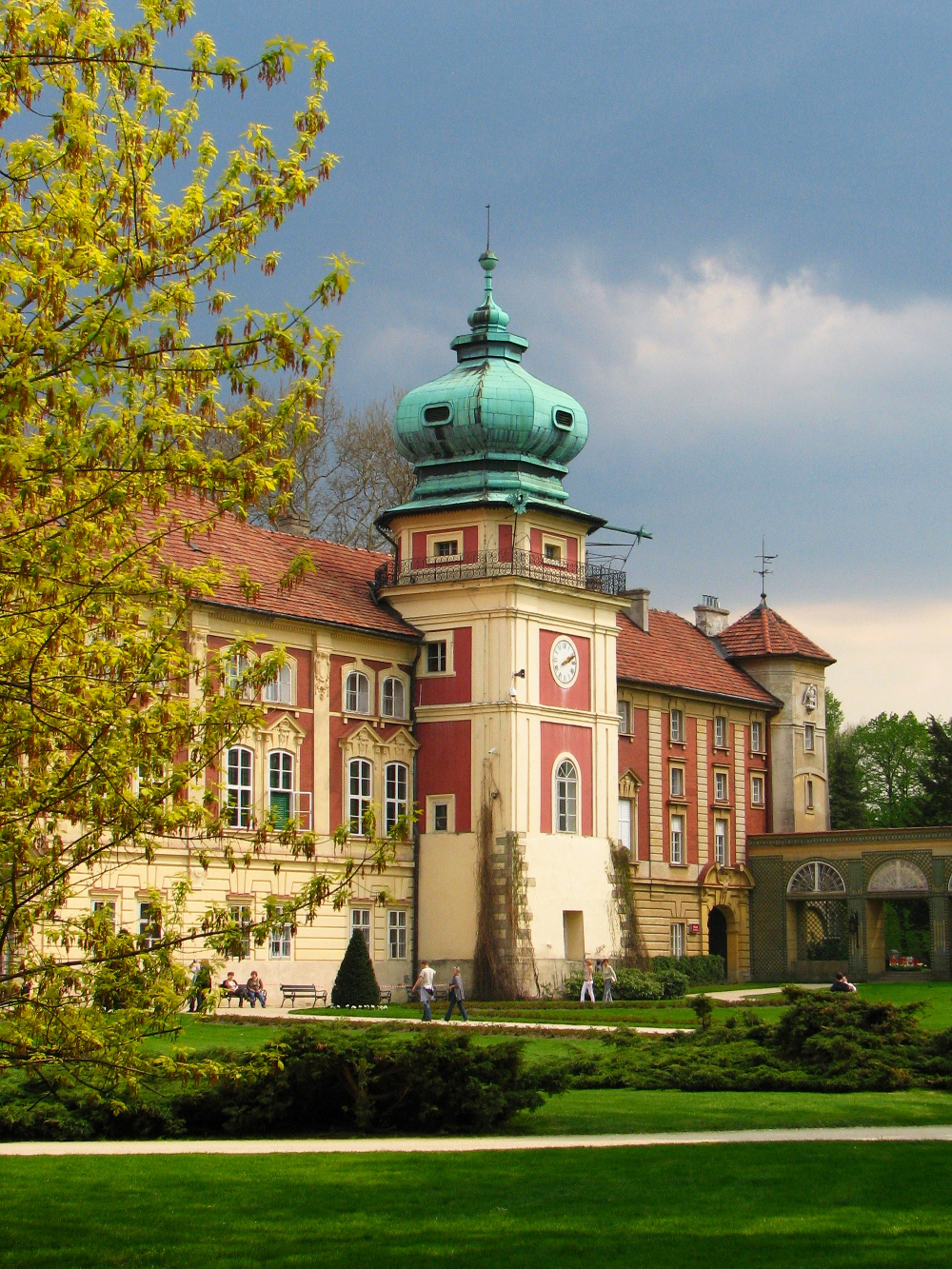
Công viên bao quanh lâu đài

Lâu đài được bao quanh với một công viên rộng lớn và đầy mê hoặc theo phong cách Phong cảnh Anh ban đầu. Hình dạng của công viên được tạo ra vào nửa sau của thế kỷ XVIII và vào đầu thế kỷ XIX, khi nó thuộc về Stanisław Lubomirski. Nữ công tước Izabela, vợ của Stanisław Lubomirski, đã trực tiếp kiểm tra và chăm sóc các khu vườn, cam và công viên. Công viên rộng khoảng 36 ha và được chia thành một công viên phía trong, được bao quanh bởi hào nước và một công viên bên ngoài.
Điểm thu hút lớn nhất trong công viên là Nhà phong lan, nơi du khách có thể chiêm ngưỡng một bộ sưu tập hoa lan tuyệt vời từng là điểm nhấn của nơi này.

## Thị trấn
Bên ngoài công viên bảo tàng, mặc dù ở gần lâu đài, gây ấn tượng bởi biệt thự hùng vĩ và khu nhà cũ cho nhân viên. Nhà thờ giáo xứ thị trấn ở Lańcut cũng được kết nối với lâu đài, vì nó được thành lập bởi các chủ sở hữu khu biệt thự. Hầm mộ gia đình Potocki lộng lẫy được xây dựng bên dưới nhà thờ cuối cùng đã được sử dụng làm nơi chôn cất của họ. Ngoài ra, trong các trang trại cũ là một phần của khu đất trước năm 1944, du khách có thể thấy nhiều vật thể được bảo quản tốt được đánh dấu bằng biểu tượng của gia đình Potocki hoặc với tên viết tắt của chủ sở hữu. Chúng bao gồm các đồn bảo vệ tài sản, kho thóc, chuồng bò, chuồng ngựa và trại cừu cũng như toàn bộ khu phức hợp quản lý rừng tài sản ở làng Dąbrówki cách Łańcut vài km.